# Jean-François Heidenreich
Pour les articles homonymes, voir Heidenreich.
 (avril 2013).
Si vous disposez d'ouvrages ou d'articles de référence ou si vous connaissez des sites web de qualité traitant du thème abordé ici, merci de compléter l'article en donnant les références utiles à sa vérifiabilité et en les liant à la section « Notes et références ».
Jean-François Heidenreich, né le 28 mars 1811 à Savone (Italie du Nord) et mort le 29 mars 1872  à Paris, est un bourreau français du XIXe siècle, premier de la profession à exercer la fonction d'exécuteur en chef de France métropolitaine.

## Biographie
Son père, François-Joseph, était exécuteur depuis 1806, après avoir exercé ses talents à Chalon-sur-Saône. Les départements d’Italie disparaissant avec la chute du premier Empire, la famille Heidenreich revint en France, à Draguignan, où le père prit le poste de son beau-frère décédé, en 1814. Les exécutions n'étaient guère fréquentes en ces lieux. Le 29 juin 1827, Heidenreich père meurt, à 50 ans, laissant une veuve et une dizaine d'orphelins. L'aîné n'a que seize ans, mais sa carrure et son air mûr lui en font paraître vingt. Le 25 août, il est commissionné exécuteur du Var. Son tuteur, Henri Bellinger, à peine plus âgé que lui, deviendra son beau-frère en 1838.
En 1848, la réduction des postes provinciaux oblige Heidenreich à monter à Paris, où il devient aide de Charles-André Férey. Célibataire, haut d'1 mètre 90, cheveux, favoris et moustache courte, son air martial en impose aux malheureux qu'il est chargé d'exécuter certains matins. Ses anciennes ambitions de devenir commerçant sont derrière lui, il est un bon ouvrier de la guillotine. Quand un certain Humblot gravit les marches de l’échafaud le 16 décembre 1851, il devient le premier exécuteur à guillotiner devant la célèbre prison de la Roquette. Il vit d’ailleurs non loin de là au 96, boulevard Beaumarchais.
Après avoir procédé à une exécution, il rentrait chez lui, prenait un bain puis se couchait, la tête enfiévrée, gardant parfois le lit deux jours durant. Il faisait parfois dire une messe à la mémoire des hommes qui étaient passés entre ses mains. Lecteur assidu de romans à l’eau de rose, il avouait s'arrêter souvent au milieu de ses lectures pour se promener, car ces histoires le faisaient pleurer. Parfois, il semblait oublier tout de son métier, et il causa une jaunisse au journaliste Barrière venu s'entretenir avec lui en lui servant un plat de cervelle préparé par ses soins.
Il exécuta des condamnés particuliers : le 21 janvier 1852, Marie-Madeleine Pichon fut l’unique femme exécutée devant la prison de la Roquette. Lescure, en 1854, se débattit tant qu'il mordit sauvagement Heidenreich au doigt. Le 30 janvier 1857, le prêtre interdit Verger était réveillé, seulement 27 jours après avoir assassiné en pleine messe l'archevêque de Paris, Monseigneur Sibour. Hostile au dogme récent de l'Immaculée Conception, il poignarda son supérieur en hurlant « A bas les déesses ! ». Quand on vint le réveiller ce matin-là, il se mit à hurler « Au secours, à l'assassin », jusqu'à ce que Heidenreich fasse son apparition et dise d'une voix ferme : « Alors, Verger, faudra-t-il que je vienne vous chercher ? » Porté sur la bascule, il prononça « Vive Jésus-Christ », juste avant que le couperet tombe. Les terroristes Orsini et Pieri passèrent entre ses mains en 1858, puis le docteur empoisonneur Couty de la Pommerais en 1864 et Avinain, qui prononça son célèbre « N’avouez jamais ! » en regardant la foule, massée autour de l'échafaud.
Le premier exécuté de l'année 1870 n'avait que 20 ans et se nommait Jean-Baptiste Troppmann. À l'instar de Lescure, il se montra très récalcitrant et mordit lui aussi Heidenreich, à l'index droit, qu'il lui sectionna presque (ce dernier point est sujet à caution). Ce fut la dernière exécution d'Heidenreich en tant qu’exécuteur de la cour d’appel de Paris. Le 25 novembre suivant, le nouveau ministre de la Justice, Adolphe Crémieux portait un coup fatal au métier : l'échafaud se voyait supprimé, et dès le 1er janvier 1871, on relèverait de leurs fonctions exécuteurs et adjoints régionaux (il existait jusqu'ici un exécuteur en chef par ressort de cour d’appel). La période, peu riche en exécutions, marquait la fin d'une époque. Seules 10 exécutions auront lieu cette année-là. L'année suivante, il y en aurait 26. Huit têtes tomberont au début de l'an 1872. Il exécute son dernier condamné à mort, Gustave Brunet, à Versailles le 11 mars 1872.
Cela fait plusieurs jours que les journaux évoquaient sa maladie et son départ à la retraite imminent. Le 27 mars, dans son domicile parisien, à Paris, il s'alite pour ne plus se relever. À 4 heures du matin, le 29 mars, il expire. Ses aides vont déclarer son décès à la mairie du IVe arrondissement. Néanmoins, Léon-Constant Bourgogne, un jeune condamné âgé de 19 ans attend son tour à Troyes, et le 4 avril, c'est son premier aide, Nicolas Roch, qui procède à l’exécution, devant près de 6 000 personnes, avant d'être commissionné le 6 avril.
Il est inhumé au cimetière du Père-Lachaise (65e division).